# Conjonction (grammaire)
Pour les articles homonymes, voir Conjonction.
En grammaire traditionnelle, une conjonction est un mot invariable qui sert à interconnecter deux mots, groupes de mots ou propositions dans une phrase complexe, en exprimant une relation grammaticale, sémantique et logique entre les entités reliées. Du point de vue syntaxique, les entités reliées dans une phrase simple ou dans une proposition par une conjonction, ont la même fonction, alors que les propositions reliées dans une phrase complexe peuvent avoir la même fonction ou des fonctions différentes. Entre entités de même fonction, la conjonction établit un rapport de coordination, entre entités de fonctions différentes – un rapport de subordination,,,,. D’ordinaire, la conjonction relie des entités linguistiques de même niveau de complexité, mais parfois elles peuvent être de niveaux différents, par exemple un mot et une proposition, ex. Aussi Fabrice passait-il toutes ses journées à la chasse ou à courir le lac sur une barque (Stendhal).
La conjonction se caractérise par l’absence de contenu notionnel, due à son abstraction et à sa grammaticalisation, par le manque de flexion et de fonctions syntaxiques, ainsi que par un contenu sémantique très abstrait et insuffisant. Son contenu peut être modal, les conjonctions exprimant des relations comme cause–effet, opposition, comparaison, etc.. En grammaire traditionnelle, la conjonction est vue comme une partie du discours mais, dans certaines conceptions, elle n’est considérée que comme un mot-outil.
En tant qu’élément connectif, la conjonction diffère, d’une part, de la préposition (dans certaines langues, de son correspondant, la postposition), qui, à l’intérieur de la phrase simple ou de la proposition, relie une entité subordonnée à une autre qui la subordonne, et, d’autre part du pronom relatif et de l’adverbe interrogatif en interrogation indirecte, qui relient des propositions, ayant en même temps une fonction syntaxique dans celle dont ils font partie.
La conjonction est prise en compte en grammaire du texte aussi, comme un élément qui contribue à assurer la cohérence et la cohésion de celui-ci, parmi d’autres entités linguistiques qui ont un tel rôle, appelés par le terme commun « connecteurs ».
Par ailleurs, on a constaté que des mots faisant traditionnellement partie de la classe des conjonctions, n’ont pas toujours le rôle de celles-ci. Grevisse et Goosse 2007 les range dans une classe à part, nommée « introducteurs ». De tels mots sont si en tête de phrase exclamative (Si Jeanne pouvait réussir !) ou que en phrase impérative exprimant un ordre pour la troisième personne (Que tout le monde sorte !), ou bien exprimant un vœu : Que votre souhait se réalise !

## Origine des conjonctions et leurs espèces selon la forme
Il y a tout d’abord des conjonctions simples, par exemple, en français, et, ou, mais, comme, que, si.
En anglais, on compte parmi les conjonctions simples and « et », but « mais », if « si », etc..
Dans certaines grammaires on les appelle en même temps primaires, en faisant remarquer qu’elles sont en général les plus anciennes. En roumain, par exemple, toutes sont héritées du latin (că « que », dar « mais », iar « et », nici « ni », ori « ou », sau « ou », să « que », și « et ») sauf une, or, empruntée au français.
Dans les grammaires du hongrois aussi, on traite de conjonctions primaires et en même temps simples : és « et », de « mais », meg « et », hogy « que », mint « comme, que », mert « car », ha « si ».
Dans des grammaires BCMS on prend en compte en tant que conjonctions simples ako « si » ali « mais », da « que », dakle « donc », ili « ou », jer « car », etc..
D’autres conjonctions sont formées sur le terrain de la langue en cause.
L’un des procédés par lesquels des conjonctions apparaissent est la composition. Exemples :
- (fr) lorsque, puisque, quoique[16] ;
- (en) although « quoique », because « parce que », whereas « alors que »[17] ;
- (ro) deși « quoique », deoarece « parce que », precum « comme »[13] ;
- (sr) dakle « donc », mada « quoique », nego « mais »[18] ;
- (hu) merthogy « parce que », mintha « comme si », hanem « mais »[5].

Certains mots deviennent des conjonctions par conversion de mots d’autre nature. Exemples :
- (fr) d’un verbe : J’irai en vacances, soit en Suisse, soit en Savoie[10] ;
- (en) : d’une préposition : We must be ready before they arrive « Nous devons être prêt(e)s avant qu’ils/elles arrivent »[19] ;
- (ro)[20] :
  - d’un adverbe : Cum însera, înhăma căluțul ... « Dès que le soir tombait, il attelait le petit cheval… » ;
  - d’une préposition : ... și a rămas în loc până au pierit în zarea despre miazăzi « … et il resta sur place jusqu’à ce qu’ils disparussent à l’horizon du Midi » ;
  - d’un verbe : Mergem fie la teatru, fie la operă « Nous allons soit au théâtre, soit à l’opéra »[21] ;
- (sr) d’un adverbe : On nije došao na odmor, već da radi « Il n’est pas venu pour se reposer mais pour travailler »[22] ;
- (hu) :
  - d’un verbe : Tudta, illetve úgy látszott, mintha tudta volna « Il/Elle le savait, ou plutôt il/elle semblait le savoir »[23] ;
  - d’une interjection : Megtenném, de nem lehet « Je le ferais mais c’est impossible »[24].

Certaines grammaires prennent en compte des locutions conjonctives aussi. Elles sont relativement nombreuses :
- (fr) ainsi que, de même que[25], bien que, comme quoi, parce que, etc.[11] ;
- (en) as soon as « aussitôt que »[26], except that « sauf que »[27] ;
- (ro) în timp ce « pendant que », dat fiind că « étant donné que », numai că « sauf que », etc.[28] ;
- (sr) nego da « plutôt que de », makar da « encore que », etc.[22] ;
- (hr) budući da « étant donné que », zbog toga što « parce que », etc.[15].

Le hongrois est une langue dont les grammaires ne prennent pas en compte des locutions conjonctives. Elles sont toutes ou bien simples, ou bien composées.
Certaines conjonctions sont utilisées de façon répétée, du moins avec certains de leurs sens, le plus souvent une fois :
- (fr) J’irai en vacances, soit en Suisse, soit en Savoie[10], Ni sa maison ni son jardin ne sont entretenus[29] ;
- (ro) Beau sau bere, sau vin « Je bois ou bien de la bière, ou bien du vin »[30], Cum a intrat, cum a văzut-o « Dès qu’il/elle est entré(e), il/elle l’a vue »[31].

## Types de conjonctions selon leur rôle

### Conjonctions de coordination
Ces conjonctions interconnectent des entités ayant la même fonction syntaxique, en établissant entre elles plusieurs types de rapports.
Les conjonctions copulatives (et, ni) marquent l’association d’objets, d’actions, de qualités ou de circonstances, leur simultanéité ou leur succession :
- (fr) Ni mon frère ni ma sœur ne sont absents[32] ;
- (en) It was late, and I was tired « Il était tard et j’étais fatigué(e) »[33] ;
- (ro) Dan împodobește pomul, iar Maria gătește « Dan orne l’arbre (de Noël) et Maria cuisine »[30] ;
- (sr) Mališan recituje a njegova sestra peva « Le petit dit des poèmes et sa sœur chante »[34] ;
- (hu) Vegyél tejet, meg gyümölcsöt. « Achète du lait et des fruits »[35].

Les conjonctions disjonctives expriment un choix possible ou obligatoire entre objets, qualités, actions ou circonstances :
- (fr) Il veut être avocat ou médecin[32] ;
- (en) You can go right or left « Tu peux aller à droite ou à gauche »[36] ;
- (ro) Bei bere sau vin? « Tu bois de la bière ou du vin ? »[30] ;
- (cnr) Možeš to reći bilo nama bilo njima « Tu peux le dire soit à nous, soit à eux »[37] ;
- (hu) Vagy tévét nézünk, vagy rádiót hallgatunk « Ou bien on regarde la télé, ou bien on écoute la radio »[38].

Les conjonctions adversatives indiquent l’exclusion réciproque, l’opposition entre objets, qualités, actions ou circonstances :
- (fr) Elle est petite, mais vigoureuse[32] ;
- (en) We found an Information Centre, but it was closed « Nous avons trouvé un centre d’informations, mais il était fermé »[39] ;
- (ro) Vin nu mâine, ci poimâne « Je viens non pas demain, mais après-demain »[30] ;
- (cnr) Ima sat, ali ga ne nosi « Il/Elle a une montre mais ne la porte pas »[40] ;
- (hu) Tegnap még semmi bajom nem volt, ma viszont náthás vagyok « Hier je n’avais encore rien ; aujourd’hui, en revanche, je suis enrhumé »[41].

Les conjonctions conclusives relient deux entités dont la seconde exprime la conséquence, la conclusion qui découle de la première :
- (fr) Je pense, donc je suis[32] ;
- (en) It hasn't rained for ages, so the ground is very dry « Il n’a pas plu depuis très longtemps, la terre est donc très sèche »[42] ;
- (ro) E vreme frumoasă, așadar vom face o excursie « Il fait beau, nous allons donc faire une randonnée »[43] ;
- (hr) Potcijenili smo djelo, dakle potcijenili smo djelotvorca « Nous avons sousestimé l’œuvre, nous avons donc sousestimé le créateur »[44] ;
- (hu) Gondolkodom, tehát vagyok « Je pense, donc je suis »[45].

Il y a aussi des rapports de coordination que toutes les grammaires ne prennent pas en compte :
- coordination transitive : (fr) Tout homme est mortel ; or je suis un homme ; donc je suis mortel[32] ;
- coordination causale : (fr) Partons, car il se fait tard[32] ;
- coordination explicative (entre deux entités dont la seconde exprime la raison de la première) (hu) Egy könnyű, ugyanis egyszerű feladatot oldott meg « Il/Elle a résolu un problème facile, c’est-à-dire simple »[46].

Certaines conjonctions de coordination sont utilisées en corrélation avec un adverbe associé à l’entité à laquelle elles en relient une autre :
- (fr) Non seulement notre dignité à l’intérieur, mais notre prestige à l’étranger en dépend (Jean Giraudoux)[47] ;
- (en) He was not only a boxer, but he also lectured at Yale University « Il était non seulement boxeur, mais il donnait aussi des cours à l’Université Yale »[36] ;
- (ro) E nu numai drăguță, ci și inteligentă « Elle est non seulement jolie, mais aussi intelligente »[48] ;
- (bs) Poznajem ne samo nju, već i njene roditelje « Je la connais non seulement elle, mais aussi ses parents »[49] ;
- (hu) Nemcsak tudni kell a jót, hanem meg is kell tenni « Il faut non seulement connaître le bien, mais aussi le faire »[50].

### Conjonctions de subordination
Ces conjonctions connectent seulement une proposition subordonnée à la proposition où se trouve le verbe qui la subordonne.
Il y a des conjonctions qui introduisent des propositions complétives, généralement « que » et « si » (celle-ci pour l’interrogation indirecte totale) en français, respectivement celles qui leur correspondent dans chacune des langues mentionnées ici :
- (fr) :
  - Il a demandé que le courrier soit prêt pour 18 heures[51] ;
  - Elle m’a demandé si je connaissais les chansons de Barbara[52] ;
- (en) :
  - He admitted that he'd changed his mind « Il a admis qu’il avait changé d’avis »[53] ;
  - No one knew if/whether the rumour was true « Personne ne savait si le bruit était vrai »[54] ;
- (ro) :
  - Vreau să te simți bine de sărbători « Je veux que tu te sentes bien pendant les fêtes »[55] ;
  - Întreabă dacă vine « Demande s’il / si elle vient »[56] ;
- (bs) :
  - Recimo da je tako « Disons que c’est ainsi »[57] ;
  - Ne razaznajem da li je ovo ona ista noć « Je ne me rends pas compte si c’est la même nuit »[57] ;
- (hu) :
  - Azt gondolom, hogy mehetünk vonaton « Je pense que nous pouvons y aller en train »[58]
  - Kérdezd meg, hogy van-e még jegy « Demande s’il y a encore des billets »[58].

D’autres conjonctions, les plus nombreuses, introduisent diverses sortes de propositions appelées « adverbiales ». Elles expriment principalement :
- la cause : (fr) Il y a des contrôles sanitaires à l’aéroport parce qu’on redoute une épidémie[60] ;
- la conséquence : (ro) Este atât de furios, încât e în stare de orice « Il est tellement furieux, qu’il est capable de tout »[61] ;
- le but : (sr) Odvezi kola mehaničaru da ih pogleda « Conduis la voiture chez le garagiste, pour qu’il y jette un coup d’œil »[62] ;
- le temps : (hu) Mielőtt János lefeküdt, Péter még meghallgatta a híreket « Avant que János soit allé se coucher, Péter a écouté les informations »[63] ;
- la manière : (fr) Il reculait à mesure que j’avançais[64] ;
- la condition, l’hypothèse : (en) If it rains tomorrow, I won't go « S’il pleut demain, je n’y vais pas »[65] ;
- la concession, l’opposition : (cnr) Iako je umoran, doći će na sastanak  « Même s’il est fatigué, il viendra à la réunion »[66].

Parfois la conjonction de subordination est utilisée en corrélation avec un adverbe de la proposition principale. En français, c’est le cas surtout dans l’expression de la conséquence : Ce gros camion roule si / tellement vite que je n’arrive pas à le dépasser. Le hongrois est une langue dans laquelle de telles constructions corrélatives sont plus fréquentes que dans les autres langues mentionnées dans cet article, et utilisées dans le cas de plusieurs subordonnées, l’antécédent de celle-ci pouvant être non seulement un adverbe, mais aussi un pronom démonstratif ou personnel. Exemples :
- antécédent adverbe : Csak annyit kérek, hogy légy kicsit udvariasabb « Tout ce que je te demande, c’est d’être un peu plus poli » (littéralement « Seulement tant demande, que sois… »)[68] ;
- antécédent pronom démonstratif : Arra számítok, hogy meghívnak a kongresszusra « Je compte être invité au congrès » (litt. « Sur cela je compte, que inviteront… »)[69] ;
- antécédent pronom personnel : Bizom benne, hogy nem felejtenek el « J’espère qu’on ne m’oubliera pas » (litt. « Espère en cela, que non oublieront »)[69],[70].

## Place de la conjonction
En général, la conjonction se place entre les deux entités qu’elle relie. Si la conjonction est redoublée, sa première occurrence est devant la première entité, la seconde – entre les deux. C’est la règle à l’intérieur de la phrase simple et dans la proposition. Entre propositions, la conjonction seule ou redoublée est le premier mot de la proposition dont elle fait partie, que celle-si soit postposée ou antéposée à l’autre. Il y a cependant des exceptions, lorsque la conjonction peut ne pas être le premier mot de sa proposition :
- (fr) Le 14 juillet est un vendredi, il y aura donc un week-end de trois jours[71] ;
- (ro) E vreme frumoasă, vom face așadar o excursie « Il fait beau, nous allons donc faire une randonnée »[43].

En hongrois, certaines conjonctions, dans certaines constructions, sont obligatoirement placées à l’intérieur de la proposition : A töltés magas volt, az árok meg mély « La digue était haute et le fossé profond », A felnőttek beszélgettek, a gyerekek pedig játszottak « Les adultes causaient et les enfants jouaient ».

## Emploi facultatif
L’anglais est une langue dans laquelle la conjonction that « que » peut parfois être omise facultativement, par exemple :
- en proposition complétive : I hope (that) everything will be OK « J’espère que tout sera en ordre »[54] ;
- en proposition consécutive : The ground is so dry (that) the plants are dying « La terre est tellement sèche que les plantes se meurent »[42].

Le hongrois aussi présente la possibilité analogue en proposition complétive [Azt akarja, (hogy) várjak még egy órát? « Il/Elle veut que j’attende encore une heure ? »], surtout quand c’est une question indirecte totale, la conjonction hogy correspondant alors à « si » : Nem tudom, (hogy) lesz-e rá időm « Je ne sais pas si j’aurai le temps ». La même conjonction peut accompagner facultativement un pronom ou un adverbe qui introduit une subordonnée : Kíváncsi voltam arra, (hogy) hol fogunk megállni « J’étais curieux(se) de savoir où nous allions nous arrêter » [litt. « Curieux(se) étais de cela, (que) où allions arrêter »].

## Sources bibliographiques
- (ro) Avram, Mioara, Gramatica pentru toți [« Grammaire pour tous »], Bucarest, Humanitas, 1997  (ISBN 973-28-0769-5)
- (ro) Bărbuță, Ion et alii, Gramatica uzuală a limbii române [« Grammaire usuelle du roumain »], Chișinău, Litera, 2000  (ISBN 9975-74-295-5) (consulté le 6 février 2019)
- (hu) Bárczi, Géza et Országh, László (dir.), A magyar nyelv értelmező szótára [« Dictionnaire de la langue hongroise »], Budapest, Akadémiai kiadó, 1959-1962 ; en ligne : A magyar nyelv értelmező szótára, Magyar Elektronikus Könyvtár, Országos Széchényi Könyvtár (ÉrtSz) (consulté le 6 février 2019)
- (hr) Barić, Eugenija et al., Hrvatska gramatika [« Grammaire croate »], 2de édition revue, Zagreb, Školska knjiga, 1997  (ISBN 953-0-40010-1)
- (ro) Bidu-Vrănceanu, Angela et al., Dicționar general de științe. Științe ale limbii [« Dictionnaire général des sciences. Sciences de la langue »], Bucarest, Editura științifică, 1997  (ISBN 973-440229-3) (consulté le 6 février 2019)
- (hu) Bokor, József, « Szófajtan » [« Les parties du discours »], A. Jászó, Anna (dir.), A magyar nyelv könyve [« Le livre de la langue hongroise »], 8e édition, Budapest, Trezor, 2007  (ISBN 978-963-8144-19-5), p. 197-253 (consulté le 6 février 2019)
- (en) Bussmann, Hadumod (dir.), Dictionary of Language and Linguistics [« Dictionnaire de la langue et de la linguistique »], Londres – New York, Routledge, 1998  (ISBN 0-203-98005-0) (consulté le 6 février 2019)
- (cnr) Čirgić, Adnan ; Pranjković, Ivo ; Silić, Josip, Gramatika crnogorskoga jezika [« Grammaire du monténégrin »], Podgorica, Ministère de l’Enseignement et des Sciences du Monténégro, 2010  (ISBN 978-9940-9052-6-2) (consulté le 6 février 2019)
- (en) Cojocaru, Dana, Romanian Grammar [« Grammaire roumaine »], SEELRC, 2003 (consulté le 6 février 2019)
- (ro) Constantinescu-Dobridor, Gheorghe, Dicționar de termeni lingvistici [« Dictionnaire de termes linguistiques »], Bucarest, Teora, 1998 ; en ligne : Dexonline (DTL) (consulté le 6 février 2019)
- Delatour, Yvonne et al., Nouvelle grammaire du français, Paris, Hachette, 2004  (ISBN 2-01-155271-0) (consulté le 6 février 2019)
- Dubois, Jean et al., Dictionnaire de linguistique, Paris, Larousse-Bordas/VUEF, 2002 (consulté le 25 mars 2023)
- (en) Eastwood, John, Oxford Guide to English Grammar [« Guide Oxford de la grammaire anglaise »], Oxford, Oxford University Press, 1994  (ISBN 0-19-431351-4) (consulté le 25 mars 2023)
- (hu) Erdős, József (dir.), Küszöbszint. Magyar mint idegen nyelv [« Niveau-seuil. Hongrois langue étrangère »]. Université technique de Budapest, Institut de linguistique, Groupe pour le hongrois, 2001 (consulté le 6 février 2019)
- (ro) Forăscu, Narcisa, Dificultăți gramaticale ale limbii române [« Difficultés grammaticales du roumain »], eBooks – Sciences humaines – Lettres, Universitaté de Bucarest, 2002 (consulté le 6 février 2019)
- Maurice Grevisse et André Goosse, Le Bon Usage : grammaire française, Bruxelles, De Boeck Université, 2007, 14e éd., 1584 p. (ISBN 978-2-8011-1404-9, lire en ligne [PDF])
- (en) Harper, Douglas, Online Etymology Dictionary [« Dictionnaire étymologique en ligne »] (Etymonline) (consulté le 6 février 2019)
- (bs) Jahić, Dževad ; Halilović, Senahid ; Palić, Ismail, Gramatika bosanskoga jezika [« Grammaire de la langue bosniaque »], Zenica, Dom štampe, 2000 (consulté le 6 février 2019)
- (hu) Kálmánné Bors, Irén et A. Jászó, Anna, « Az egyszerű mondat » [« La phrase simple »], A. Jászó, Anna (dir.), A magyar nyelv könyve [« Le livre de la langue hongroise »], 8e édition, Budapest, Trezor, 2007  (ISBN 978-963-8144-19-5), p. 345-436 (consulté le 6 février 2019)
- (hu) Király, Lajos et A. Jászó Anna, « Az összetett mondat » [« La phrase complexe »], A. Jászó, Anna (dir.), A magyar nyelv könyve [« Le livre de la langue hongroise »], 8e édition, Budapest, Trezor, 2007  (ISBN 978-963-8144-19-5), p. 437-476 (consulté le 6 février 2019)
- (sr) Klajn, Ivan, Gramatika srpskog jezika [« Grammaire de la langue serbe »], Belgrade, Zavod za udžbenike i nastavna sredstva, 2005  (ISBN 86-17-13188-8) (consulté le 6 février 2019)
- (ro) Moldovan, Victoria ; Pop, Liana ; Uricaru, Lucia, Nivel prag pentru învățarea limbii române ca limbă străină [« Niveau-seuil pour l’apprentissage du roumain langue étrangère »], Strasbourg, Conseil de l’Europe (Conseil de la Collaboration Culturelle). 2001 (consulté le 6 février 2019)
- (ro) Moldovan, Valentin et Radan, Milja N., Gramatika srpskog jezika. Morfologija. Gramatica limbii sârbe [« Grammaire du serbe. Morphologie »], Sedona, Timișoara, 1996  (ISBN 973-97457-4-1)
- Szende, Thomas et Kassai, Georges, Grammaire fondamentale du hongrois, Paris, Langues et mondes – l’Asiathèque, 2007  (ISBN 978-2-91-525555-3) (consulté le 6 février 2019)